# ويليام بي سنو
ويليام بي سنو (بالإنجليزية: William P. Snow)‏ هو دبلوماسي أمريكي، ولد في 1907، وتوفي في 1986.